# Tour of Hangzhou 2013
|  | Denne artikel eller sektion om sport er forældet eller ikke opdateret. Se artiklens diskussionsside eller historik. Løbet er aflyst |

Tour of Hangzhou 2013 er den 1. udgave af det kinesiske cykelløb Tour of Hangzhou. Løbet vil blive afholdt over fem etaper fra den 9. oktober til 13. oktober 2013 i og omkring Hangzhou. Det er det andet sidste løb ud af 29 i UCI World Tour 2013.
Den første planlagte udgave i 2012 blev aflyst, og skulle havde været det sidste løb i UCI World Tour 2012.

## Deltagende hold
Fordi Tour of Hangzhou er en del af UCI World Tour, er alle 18 UCI ProTour-hold automatisk inviteret og forpligtet til at sende et hold. Derudover kan løbsarrangøren ASO invitere et antal hold fra lavere rækker. 
| UCI ProTour-hold: - Ag2r-La Mondiale (ALM) - Argos-Shimano (ARG) - Astana Pro Team (AST) - Belkin Pro Cycling (BEL) - BMC Racing Team (BMC) - Cannondale (CAN) - Euskaltel-Euskadi (EUS) - FDJ (FDJ) - Garmin-Sharp (GRM) | 0 - Lampre-Merida (LAM) - Lotto-Belisol (LTB) - Movistar Team (MOV) - Omega Pharma-Quick Step (OPQ) - Orica-GreenEDGE (OGE) - RadioShack-Leopard (RLT) - Team Saxo-Tinkoff (SAX) - Team Sky (SKY) - Vacansoleil-DCM (VCD) - Team Katusha (KAT) |  |